# Аеродром Мадрид
Аеродром Адолфо Суарез Мадрид (шп. Aeropuerto Adolfo Suárez Madrid-Barajas), познат скраћено као Аеродром Мадрид-Барахас, је међународни аеродром шпанског главног града Мадрида, смештен 13 km североисточно од града. Аеродром је колоквијално познат као Барахас, по оближњем мадридском насељу Барахас.
Аеродром Мадрид-Барахас је највећа по величини промета ваздушна лука у Шпанији, - 2018. године ту је превезено близу 58 милиона путника. По томе је то шеста ваздушна лука Европе. По површини (30,5 km²) мадридски аеродром је други на континенту - одмах после париског „Шар де Гола”.
На аеродрому је седиште авио-компанија „Ер Европа” и „Иберија”, а сам аеродром је авио-чвориште за још неколико авио-компанија: „Евелоп Ерланс”, „Рајанер”, „Норвиџан Ер Шатл” и „Вуелинг”.